# ناحیه کمپ پوینت (شهرستان آدامز، ایلینوی)
ناحیه کمپ پوینت، شهرستان آدامز، ایلینوی (به انگلیسی: Camp Point Township) یک منطقهٔ مسکونی در ایالات متحده آمریکا است که در شهرستان آدامز، ایلینوی واقع شده‌است. ناحیه کمپ پوینت ۱٬۶۳۲ نفر جمعیت دارد و ۲۱۴ متر بالاتر از سطح دریا واقع شده‌است.